# Valle della Mosella
La valle della Mosella è una valle che si estende lungo il fiume omonimo, su tre paesi dell'Europa occidentale: Francia, Lussemburgo e Germania.

## Denominazione
In lussemburghese: Museldall, in tedesco: Moseltal.

## Geografia
Da monte a valle, la valle della Mosella attraversa tre dipartimenti francesi: i Vosgi (in cui si trova la valle dell'Alta Mosella ), Meurthe-et-Moselle e Moselle. Quindi, tra Perl e Oberbillig, la valle è tedesca sulla riva destra e lussemburghese sulla sinistra, si estende poi verso nord dalla Renania-Palatinato fino a Coblenza.

## Flora
La valle della Mosella è l'unica regione della Francia dove vive l'erba tossica dei corsi d'acqua (Senecio sarracenicus). Classificata in via di estinzione dall'INPN a livello nazionale, la specie è minacciata dalla distruzione del suo habitat causata dalla canalizzazione e artificializzazione delle sponde della Mosella. Attualmente è in declino, anche se sono in corso sforzi di conservazione.

## Viticultura
- Mosella (regione vinicola)